# Ormenis saucia
Ormenis saucia är en insektsart som beskrevs av Van Duzee 1912. Ormenis saucia ingår i släktet Ormenis och familjen Flatidae. Inga underarter finns listade i Catalogue of Life.